# Michael Schulte (Journalist)

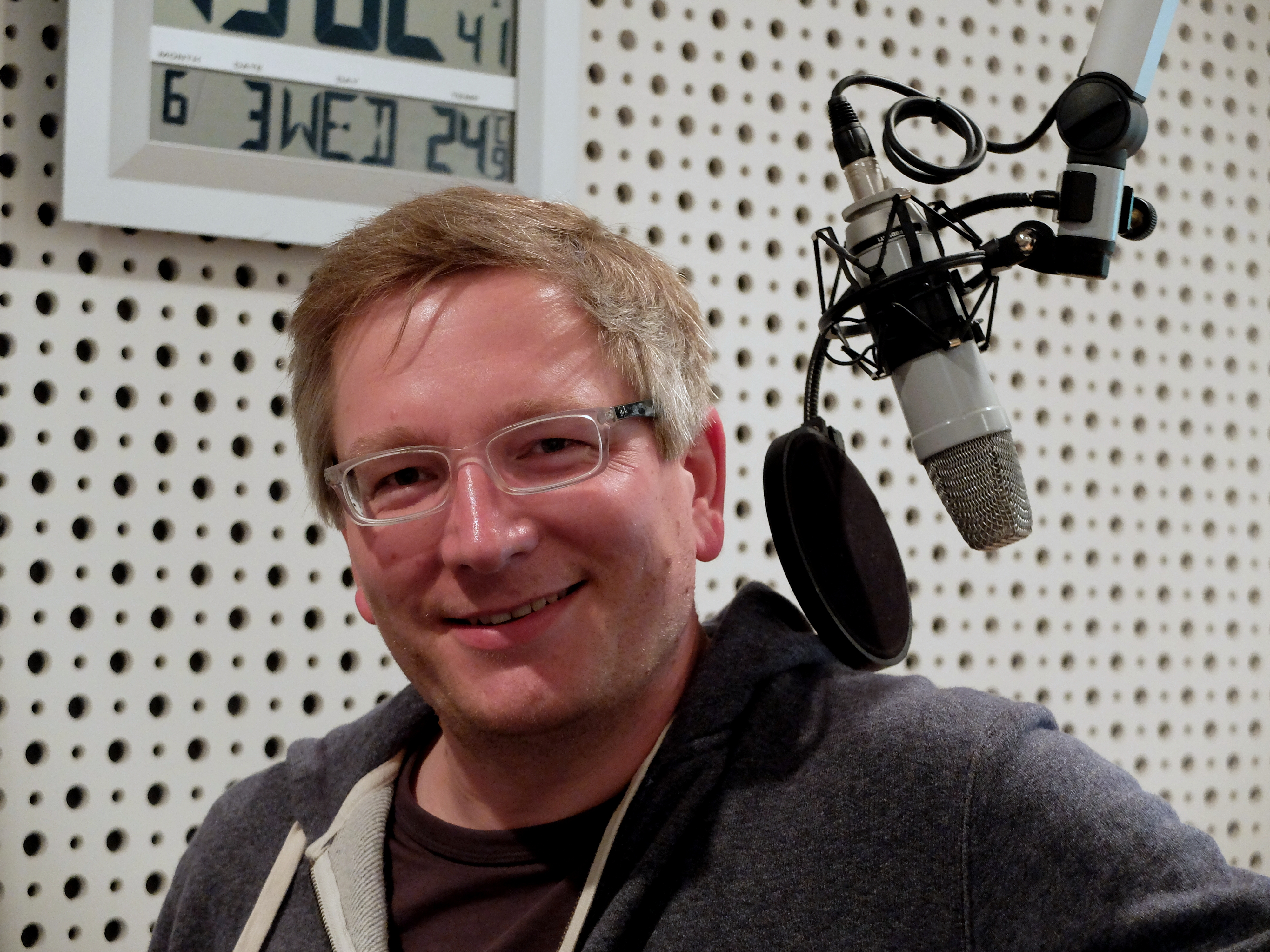
Michael Schulte im Juni 2015 während eines Radio-Interviews zu seinem Projekt Klexikon.de

Michael Schulte (* 1973 in Siegen, Nordrhein-Westfalen) ist ein deutscher Journalist. Er lebt in Berlin.

## Leben
Michael Schulte studierte Betriebswirtschaft und arbeitet seit 2000 in verschiedenen Funktionen fürs Deutschlandradio, u. a. als Redakteur und Autor der Kindersendung Kakadu und als Persönlicher Referent des Programmdirektors.
Michael Schulte hat 2011 den Verein Ohrka e.V. in Berlin mitgegründet und leitet diesen seitdem als Vorsitzender. Seit 2012 betreibt der Verein die Kinderseite Ohrka.de mit kostenlosen Hörgeschichten und Hörspielen für Kinder, gefördert durch die Beauftragte der Bundesregierung für Kultur und Medien, das Bundesministerium für Familie, Senioren, Frauen und Jugend und die Bundeszentrale für politische Bildung.
Außerdem hat Michael Schulte zusammen mit dem Historiker Ziko van Dijk am 24. November 2014 das Online-Lexikon Klexikon.de gegründet, das sich als Wikipedia-Alternative an Kinder im Alter von sechs bis zwölf Jahren richtet und das seit November 2020 über 3.000 Artikel enthält. Das Bundesfamilienministerium stufte die Website inzwischen als „empfehlenswertes Kinderlexikon“ ein.

## Hörbücher und Hörspiele (Bearbeitung und Regie)
- 2012 Das Dschungelbuch, gelesen von Anke Engelke[8]
- 2016 Hörgeschichten mit Paula Platsch, mit Christian Bahrmann und Nana Spier[9]
- 2017 Frankfurt ABC – das hörenswerte Stadtlexikon für Kinder, mit Nico Sablik[10]

## Auszeichnungen
- 2002 Kurt-Magnus-Preis der ARD für das Hörfunk-Feature „Robinson Crusoe der Nordsee“ (Deutschlandfunk Kultur), sein Engagement für den Kinderfunk und die junge Zielgruppe[11]
- 2004 RADIOjournal Rundfunkpreis für die Radiosendung „Schatzsuche im Dunkeln“ (Deutschlandfunk Kultur)[12]
- 2007 Journalistenpreis der Deutschen Gesellschaft für Ernährung (DGE) für das Hörfunk-Feature „Säen, ernten, danken – Die Früchte der Erde“ (Deutschlandfunk Kultur)[13]
- 2021 Nominierung Grimme Online Award als Co-Autor des Rätsel-Podcasts „Weißt du’s schon?“[14]

## Schriften
- Insel-Liebe. Books on Demand, Norderstedt 2005, ISBN 3-8334-3244-6.